# Karl Schneider (Vermessungsingenieur)

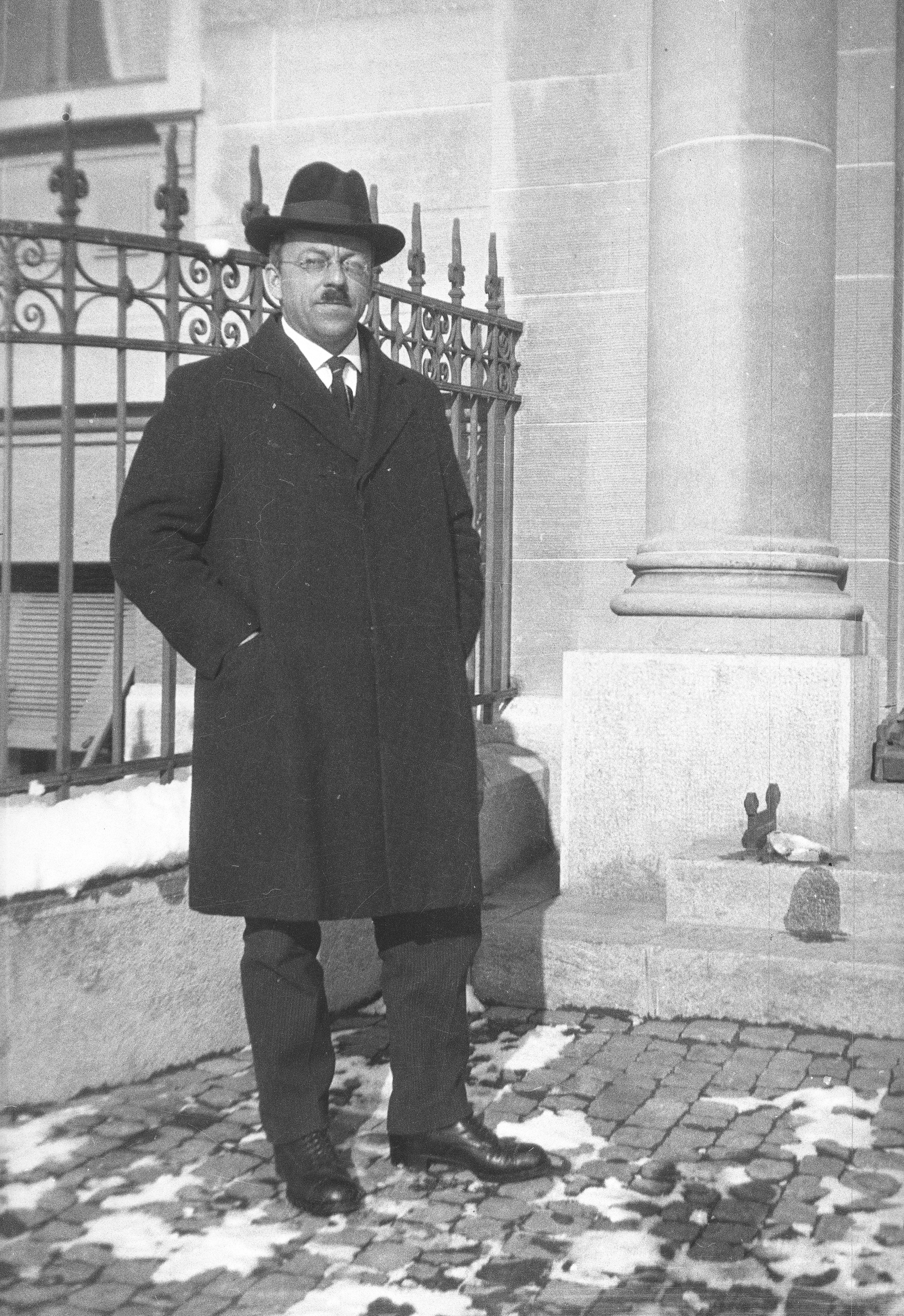
Karl Schneider 1925, zu diesem Zeitpunkt Sektionschef in der Landestopografie

Karl Schneider (* 21. Juli 1886 in Madretsch; † 28. Februar 1979 in Bern) von Diessbach bei Büren und Bern war ein Schweizer Vermessungsingenieur.

## Leben
Karl Schneider kam als Bürger von Diessbach bei Büren am 21. Juli 1886 in Madretsch zur Welt, einer Ortschaft, die 1920 in Biel eingemeindet wurde. Er verlor seine Eltern in früher Kindheit: 1888 starb der Vater, Bauunternehmer und alt Grossrat Friedrich Schneider, 1895 seine Mutter. Die Kindheit verbrachte er bei der älteren Schwester und seinem Schwager in Biel. Schneider besuchte die Primarschule und das Progymnasium in Biel, trat 1902 in die Realschule des städtischen Gymnasiums in Bern ein und legte die Maturitätsprüfung im Jahre 1905 ab. Anschliessend studierte er von 1905 bis 1909 am Eidgenössischen Polytechnikum in Zürich und schloss als diplomierter Bauingenieur ab. Nach kaum einem Jahr Praxis als Statiker in der Firma Bosshard & Co. in Näfels trat er im Jahr 1910 in den Dienst der Abteilung für Landestopographie des Eidgenössischen Militärdepartementes. Die Erstellung neuer schweizerischer Vermessungsgrundlagen und neuer Kartenwerke wurde zu seiner Lebensaufgabe. Er  war ein begeisterter Bergsteiger, klar denkender Ingenieur und später hoher Offizier.
Schneider verheiratete sich am 11. November 1910 mit Martha Schaffner. Von den zwei Kindern starb die Tochter in jungen Jahren, der Sohn Walter (1912–1991) schloss 1935 an der ETH Zürich als diplomierter Vermessungsingenieur ab.
Schneider war in den Jahren 1910 bis 1920 zunächst als Ingenieur dritter und später als Ingenieur zweiter Klasse in der Sektion Geodäsie der Abteilung für Landestopographie massgeblich an der Erstellung der Vermessungsgrundlagen beteiligt. Er arbeitete an den Triangulationsnetzen der Kantone Thurgau und Graubünden. Am 1. Juni 1920 erfolgte seine Beförderung zum Sektionschef unter gleichzeitiger Übertragung der Leitung der Sektion für Topographie, einschliesslich Photogrammetrie. Nach der 1927 erfolgten Nichtwiederwahl von Ingenieur Wilhelm Schüle als Chef der Sektion für Kartographie leitete Schneider auch diese Sektion, unter teilweiser Entlastung durch den Chef der Sektion für Geodäsie Hans Zölly.  Am 30. Mai 1929, mit Amtsantritt auf den 1. Juni 1929, erfolgte die Wahl von Schneider durch den schweizerischen Bundesrat zum Direktor der Eidgenössischen Landestopographie.

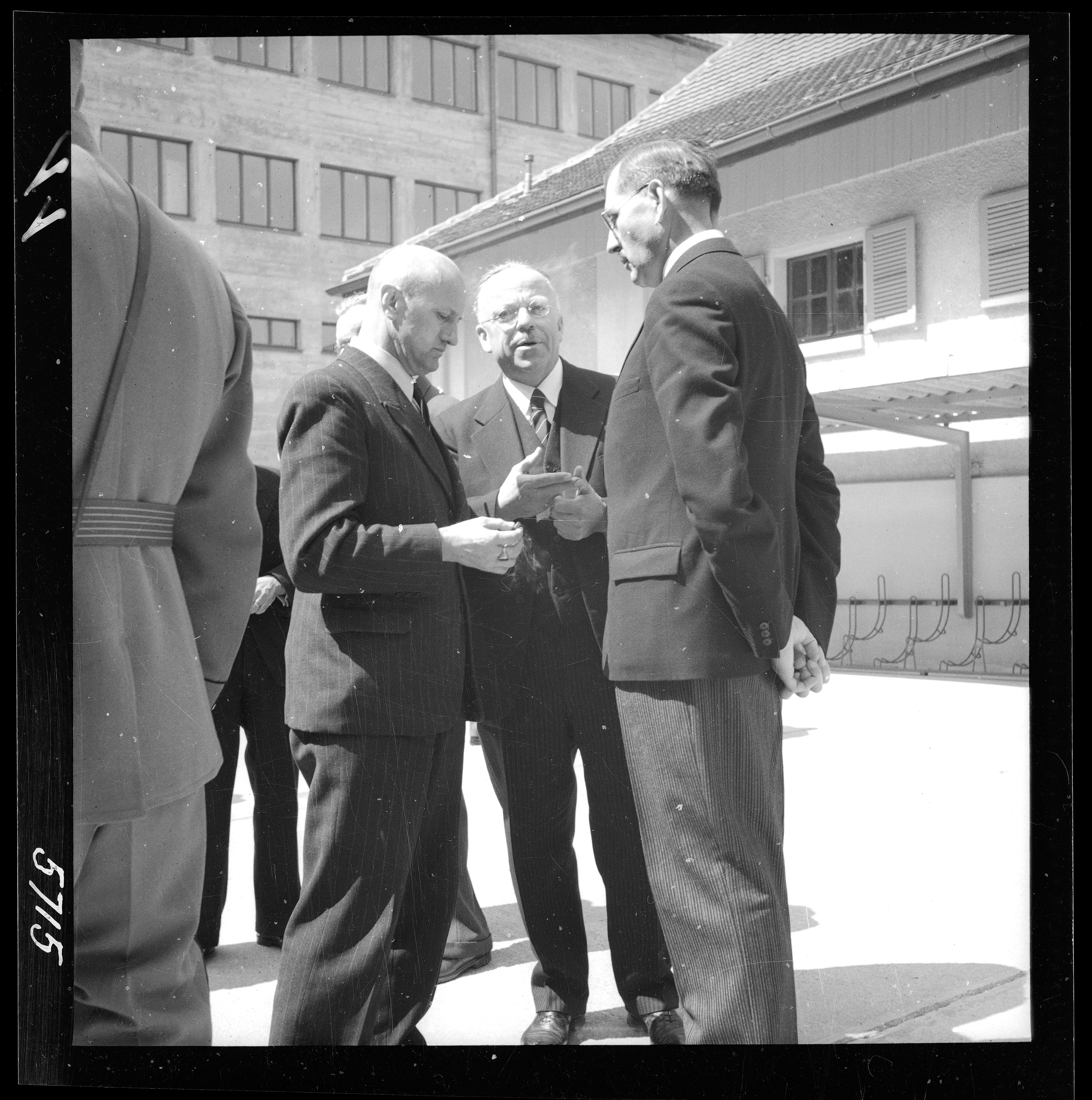
Direktor Karl Schneider (Mitte) im Gespräch mit den Bundesräten Philipp Etter und Karl Kobelt an der Einweihungsfeier des Neubaus der Landestopografie in Wabern am 7. Mai 1941

Unter seiner Leitung wurden Erprobung und Einführung erd- und luftphotogrammetrischer Verfahren zur topographischen Landesvermessung, das Armeekartenprojekt 1933 sowie Vorarbeiten zum Bundesgesetz über die Erstellung neuer Landeskarten der Schweiz durchgeführt. Sein Name würde insbesondere mit dem Kartenwerk 1:50'000 verknüpft bleiben. Über der Hundertjahrfeier, die die Landestopographie 1939 hätte begehen können, standen die Schatten des Krieges, der eine Fülle von Massnahmen und Vorbereitungen zur Sicherstellung der Armee-Kartenproduktion für den Heeresbeschaffungsdienst im Kriegsfall erforderte. Dazu musste die gesamte Planung zum Bau des neuen Verwaltungs- und Betriebsgebäudes der Landestopographie in Wabern bewältigt werden, ein Neubau, der 1940 bezogen und 1941 eingeweiht wurde.

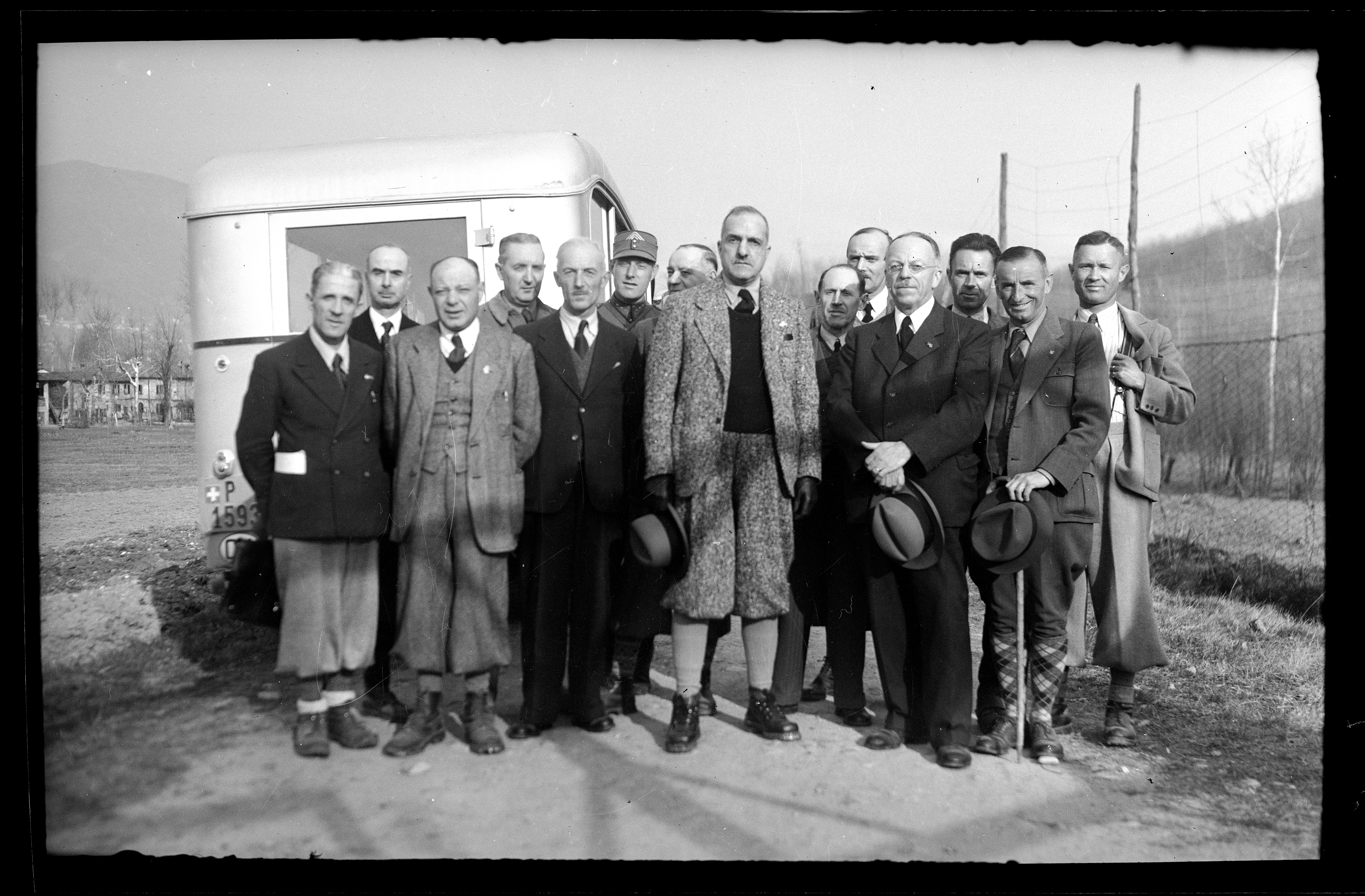
Grenzkommission Plenarkonferenz vom 17. März 1943, Morcote, Direktor Karl Schneider ist der 4. von rechts

Neben seiner Tätigkeit als Direktor der Landestopographie hatte sich Schneider als Chef schweizerischer Delegationen von gemischtstaatlichen Kommissionen zur Bereinigung und Erhaltung der Landesgrenze Italien–Schweiz, Liechtenstein–Schweiz, Frankreich–Schweiz und Österreich–Schweiz zu betätigen, ferner als Präsident der Kommission des Eidgenössischen Militärdepartements für «Gelände und Karte», die die Herausgabe des gleichnamigen Buches von Eduard Imhof unterstützte. Dazu kam die Teilnahme an internationalen wissenschaftlichen Kongressen im In- und Ausland, wie zum Beispiel 1938 am internationalen Kongress für Geographie in Amsterdam und 1949 in Lissabon sowie 1947 an der Ausstellung und Konferenz für Kartographie und Optik in Florenz usw.
Nach Sparexpertisen von Alfred Walther und Eduard Imhof sowie auf Druck von Bundesrat Karl Kobelt habe Schneider nur widerwillig organisatorische Reformen eingeleitet, weshalb vom Eidgenössischen Militärdepartement 1949/50 seine Entlassung erwogen wurde. Im Mai 1949 äusserte sich Fritz Baeschlin gegenüber Bundesrat Kobelt zu den Verhältnissen in der Landestopographie. 1951 trat Schneider als Direktor der Eidgenössischen Landestopographie zurück, da er nach 41 Jahren die gesetzlich festgelegte Altersgrenze erreicht hatte. Als Nachfolger wählte der schweizerische Bundesrat Simon Bertschmann, der von 1952 bis 1958 Direktor der Eidgenössischen Landestopographie wurde.
Die militärische Laufbahn von Schneider begann bei den Pontonieren, 1906 mit der Rekrutenschule bei der Kriegsbrückenabteilung 1/2, er war dann 1909 als Leutnant im Pontonier-Bataillon 2, 1918 Kommandant der Pontonier-Kompagnie IV/2, um dann nach vier Jahren Dienst im Generalstab auf den 31. Dezember 1926 das Kommando des Pontonier-Bataillons 1 zu übernehmen. Als Oberstleutnant wurde er wieder dem Generalstab zugeteilt; er kam 1931 in den Armeestab. 1941 wurde ihm der Titel Brigadier erteilt, und 1950 erfolgte seine Beförderung zum Oberstbrigadier als Abteilungschef beim Eidgenössischen. Militärdepartement. Schneider entwickelte auch ausserdienstlich eine grosse Wirksamkeit.
Von 1922 bis 1936 war Schneider Mitglied der Schulkommission des Städtischen Gymnasiums Bern. 1928 gehörte er zu den Mitbegründern der Schweizerischen Gesellschaft für Photogrammetrie. Von 1933 bis 1956 wirkte er als Vorstandsmitglied der Gesellschaft ehemaliger ETH-Studenten (GEP). Als Ingenieur trat Schneider 1941 der Sektion Bern des Schweizerischen Ingenieur- und Architektenvereins bei und war deren langjähriges Vorstandsmitglied. Seit 1947 war er Mitglied der Naturforschenden Gesellschaft Bern.
Karl Schneider verstarb am  28. Februar 1979,  ein halbes Jahr nach seiner Ehegefährtin, welche er bis zu ihrem Tod betreut hatte, im 93. Lebensjahr in Bern. Die Trauerfeier fand am 5. März 1979 im Krematorium des Bremgartenfriedhofes in Bern statt.

## Veröffentlichungen
Zahlreiche Abhandlungen berufstechnischer, zivil- und militärkartographischer sowie alpinistischer Art, die zum Teil in der Liste der Mitarbeitendenpublikationen der swisstopo aufgeführt werden.
- Die Landeskarte der Schweiz 1:50'000. In: Geographica Helvetica. Vol. 1, 1946, 1, S. 17–19.[74]
- Die Kartennomenklatur neuer Landeskarten der Schweiz. In: Schweizerische Bauzeitung. 126, 1945, 4, S. 35–36.[75]
- Neueste Walliser Hochgebirgsblätter der Landeskarte der Schweiz im Maßstab 1:50'000. In: Der Schweizer Geograph. 20, 1943, 3, S. 68–69.[76]
- Die neuen Landeskarten der Schweiz. In: Vermessung, Grundbuch und Karte. Festschrift zur Schweizerischen Landesausstellung in Zürich 1939. 1941, S. 133–145.
- Die Eidgenössische Landestopographie. In: Vermessung, Grundbuch und Karte. Festschrift zur Schweizerischen Landesausstellung in Zürich. 1939–1941, S. 235–244.
- Geschichtlicher Streifzug durch die ersten hundert Jahre Eidgenössische Landestopographie 1838–1938. In: Erinnerungsmappe 100 Jahre Eidg. Landestopographie. 1938.
- Der Ausführungsplan für die Erstellung neuer Landeskarten. In: Schweizerische Zeitschrift für Vermessungswesen und Kulturtechnik. 35, 1937, 3, S. 53–60.[27]
- Durchführung und Ergebnisse militärkartographischer Vorarbeiten zum Bundesgesetz und Ausführungsplan betreffend die Erstellung neuer Landeskarten. In: Schweizerische Monatsschrift für Offiziere aller Waffen. 49, 1937, 3, S. 81–91.
- Bestrebungen und Vorarbeiten zur Neugestaltung des Kartenwesens unserer Armee. In: Allgemeine Schweizerische Militärzeitung. 83, 103, 1937, 2, S. 69–82.[26]
- Schweizer Alpenclub und neue Landeskarten. In: Die Alpen. 1937.[77]
- Die Photogrammetrie in der Schweiz. In: Schweizerische Bauzeitung. 96, 1930, 14, S. 167–171.[78]
- Fliegeraufnahmen für Kartenzwecke. In: Schweizerische Bauzeitung. 95, 1930, 14, S. 187–189.[79]
- «Zur Maßstabsfrage des neuen schweizerischen Kartenwerkes» mit einem Nachtrag und Anhang: «Zur Kurvendarstellung auf topographischen Karten.» Von Wilhelm Schüle. In: Allgemeine Schweizerische Militärzeitung. 76, 96, 1930, 11, S. 580–586 (Buchbesprechung).[80]
- Zwei geodätische Kampagnen am Piz Bernina. In: Jahrbuch des S.A.C. 51, 1916, S. 19–29.

## Archive
- Bern, Bundesarchiv: Sparexperten-Bericht vom 26. März 1949,[45] Brief von Fritz Baeschlin an Bundesrat Karl Kobelt (1949)[92], Schneider Karl, Ing. (Dossier)[93]
- Bern, Burgerbibliothek.[94][95]
- Zürich: Hochschularchiv der ETH-Zürich: Matrikel,[7] Biographisches Dossier Karl Schneider (1886–1979).[6]

## Fotos von Karl Schneider
- Major und Ingenieur Karl Schneider. In: https://www.altstadt-biel-bienne.ch/. Abgerufen am 18. März 2025 (Ebenfalls vorhanden in swisstopo, Fotothek, Porträt 5918a).
- Mutationen im Militärdepartement. In: Neue Zürcher Zeitung. 15. November 1951, abgerufen am 18. März 2025: «Oberstbrigadier Karl Schneider hat aus Altersgründen seinen Rücktritt als Chef der Eidgenössischen Landestopographie erklärt. Er ist 1929 zum Direktor dieser Abteilung des Militärdepartements ernannt worden.»
- Foto der Pontonier-Kompanie III/2. In: Photobibliothek.ch. 1916, abgerufen am 17. September 2024: «Gruppe von 22 Pontonieren mit 6 Pontons auf 2 Lastwagen. Der linke Lastwagen ist mit ‹Moulins de Pérolles› beschriftet. Die Aufnahme entstand am 3., 6., 13. oder 15. Juni 1916 auf dem Platz vor dem Berntor-Schulhaus in Murten. An den genannten Tagen standen der Kompanie jeweils für zwei Stunden die abgebildeten Pontons für sogenannte ‹Wonnefahrten› zur Verfügung, wohl als Ausgleich für ihre harte Schanzarbeit. Einheit: Es handelt sich um die Pontonier Kompanie III/2. Die Kompanie leistete unter Hauptmann Schneider vom 25. April bis zum 24. Juni 1916 ihren zweiten Aktivdienst. Nach drei Wochen Pontonier-Ausbildung wurde die Truppe ohne Brückenmaterial zu Arbeitsleistungen zu Gunsten der Fortifikation Murten nach Kerzers verlegt.»